# 詫間站
詫間站（日语：／ Takuma eki */?）是一位於日本三豐市詫間町松崎，隸屬於四國旅客鐵道（JR四國）的鐵路車站，車站編號為Y14。是予讚線特急列車的其中一個停靠站，但只在早上及晚間時份才有部份列車停靠。車站設有輔助站名，稱為「浦島太郎傳説之站」。

## 車站構造
設有混凝土建成的單層站舍一座，屬於第二代站舍。站舍內設有由JR四國附屬的麵包連鎖店Willie Winkie。由於是有人站（由多度津站派員負責），因此設有售票處，並同時設有自動售票機，另外也設有候車大堂及分別供站外及站內使用的洗手間。

### 月台配置
| 月台 | 路線    | 方向 | 目的地                           | 備註         |
| ---- | ------- | ---- | -------------------------------- | ------------ |
| 1    | ■予讚線 | 上行 | 多度津、高松、岡山方向           | 主要用於待避 |
| 2    | ■予讚線 | 上行 | 多度津、高松、岡山方向           |              |
| 2    | ■予讚線 | 下行 | 觀音寺、新居濱、松山、宇和島方向 |              |

## 歷史
- 1913年12月20日：開業。
- 1987年4月1日: 日本國鐵分割民營化，車站的營運由JR四國繼承。
- 2020年3月：將增設對應ICOCA及其他日本全國互相通用IC卡的簡易讀寫器[3]。

## 使用情況
| 上車人次推移 | 上車人次推移 |
| 年度         | 1日平均人數  |
| ------------ | ------------ |
| 2004         | 993          |
| 2005         | 981          |
| 2006         | 993          |
| 2007         | 990          |
| 2008         | 968          |
| 2009         | 938          |
| 2010         | 870          |
| 2011         | 844          |
| 2012         | 816          |
| 2013         | 846          |
| 2014         | 795          |
| 2015         | 795          |
| 2016         | 839          |
| 2017         | 844          |

## 相鄰車站
四國旅客鐵道（JR四國）
■予讚線
- 特急「潮風」「石槌」一部分停靠站、特急「Midnight EXP高松」「Morning EXP高松」停靠站

■快速「Sunport」、■普通
海岸寺（Y13）－（臨）津島之宮－詫間（Y14）－三野（Y15）

## 外部連結
- JR四國詫間站官方網站。